# Intan Jaya
Intan Yaya ist ein indonesischer Regierungsbezirk (Kabupaten) in der indonesischen Provinz Papua Tengah auf der Insel Neuguinea. Stand 2020 leben hier circa 136.000 Menschen. Der Regierungssitz des Kabupaten Intan Yaya ist Sugapa.

## Geographie
| Distrikt Distrik | Dörfer Kampung | Fläche [km²] | Einwohner 2020 | Bevölkerungs- dichte |
| ---------------- | -------------- | ------------ | -------------- | -------------------- |
| Agisiga          | 10             | 116          | 13.949         | 120                  |
| Biandoga         | 16             | 2.164        | 24.615         | 11                   |
| Hitadipa         | 9              | 1.045        | 16.617         | 16                   |
| Homeyo           | 21             | 664          | 24.794         | 37                   |
| Sugapa           | 17             | 422          | 26.401         | 63                   |
| Tomosiga         | 9              | 16           | 8.941          | 559                  |
| Ugimba           | 6              | 36           | 9851           | 274                  |
| Wandai           | 9              | 184          | 10.800         | 59                   |

Intan Yaya liegt im Norden der Provinz Papua Tengah im Binnenland. Im Norden grenzt es an den Regierungsbezirk Waropen (Provinz Papua), im Osten an Puncak, im Süden an Paniai und im Westen an Nabire. Administrativ unterteilt sich Intan Yaya in acht Distrikte (Distrik) mit 97 Dörfern (Kampung).

## Einwohner
2020 lebten in Intan Yaya 135.968 Menschen. Die Bevölkerungsdichte beträgt 35 Personen pro Quadratkilometer. Circa 72 Prozent der Einwohner sind Protestanten, 27 Prozent Katholiken und circa ein Prozent Muslime.